# Sweet Pill
Sweet Pill — американський емо гурт із Філадельфії, штат Пенсільванія, заснований у 2019 році.

## Історія
Гурт Sweet Pill був створений на початку 2019 року, коли Юсеф навчався в університеті Rowan University і дуже прагнув долучитися до музичної сцени.
У березні 2019 року гурт випустив свій дебютний сингл «Doubt».
Їх перший мініальбом, Lost In It, вийшов через місяць.
У березні 2022 року гурт анонсував свій майбутній студійний альбом, а також випустив перший сингл з альбому, «Blood». 6 квітня гурт Sweet Pill випустив другий сингл з альбому, «High Hopes». За кілька тижнів до виходу альбому гурт випустив третій сингл з альбому, «Diamond Eyes». 25 травня 2022 року вийшов студійний альбом Where the Heart Is.
У період з вересня по жовтень 2022 року гурт Sweet Pill підтримував пост-хардкор гурт La Dispute під час їхнього туру по США та Канаді.
27 вересня 2023 року гурт Sweet Pill підписав контракт з лейблом Hopeless Records і випустив новий сингл «Starchild».

## Склад гурту
- Зейна Юссеф (Zayna Youssef) — вокал,
- Джейс Вільямс (Jayce Williams) — гітара,
- Шон Макколл (Sean McCall) — гітара,
- Райан Каллен (Ryan Cullen) — бас,
- Кріс Керні (Chris Kearney) —- барабани.[10]

## Дискографія
Студійні альбоми
- Where the Heart Is (2022, Topshelf Records)

Мініальбоми
- Lost In It (2019)

## Сингли
- «Doubt» (2019)
- «Blood» (2022)
- «High Hopes» (2022)
- «Diamond Eyes» (2022)
- «Starchild» (2024)